# Trzeźwe potwory
Trzeźwe potwory (ang. Grabbers) – brytyjsko-irlandzki horror komediowy z 2012 roku w reżyserii Jona Wrighta.
Światowa premiera filmu miała miejsce 23 stycznia 2012 roku podczas Festiwalu Filmowego w Sundance.

## Opis fabuły
Mieszkańców wyspy u wybrzeży Irlandii atakują krwiożercze stwory morskie. Policjanci Ciarán (Richard Coyle) i Lisa (Ruth Bradley) odkrywają, że jedyna osoba, która przeżyła atak bestii, była nietrzeźwa. Aby przetrwać, mieszkańcy osady barykadują się w pubie i piją na umór.

## Obsada
- Richard Coyle jako policjant Ciarán O'Shea
- Ruth Bradley jako policjantka Lisa Nolan
- Russell Tovey jako doktor Smith
- Lalor Roddy jako Paddy
- David Pearse jako Brian Maher
- Bronagh Gallagher jako Una Maher
- Pascal Scott jako doktor Jim Gleeson
- Ned Dennehy jako Declan Cooney
- Clelia Murphy jako Irene Murphy
- Louis Dempsey jako Tadhg Murphy
- Stuart Graham jako Skipper
- Micheál Ó Gruagáin jako ojciec Potts